# Джордж Рікарті
Джордж Аугусто Рікарті (ісп. George Augusto Ricaurte, МФА: [rɪˈkɑrti]) — американський науковець, професор неврології, знаний своїми дослідженнями нейротоксичності амфетамінів й експертними висновками щодо них. До початку 2000-х років вважався головним фахівцем з нейротоксичності MDMA у світі, але у 2003 році став центральною фігурою потужного скандалу, коли його лабораторія була змушена через виявлену помилку відкликати кілька робіт, зокрема широко розрекламовану раніше статтю про дофамінергічну нейротоксичність MDMA, опубліковану у журналі «Science». Скандал завдав репутації Рікарті істотної шкоди.

## Біографія
Народився у 1953 році в Еквадорі та вільно володіє іспанською мовою.
Учень С. Р. Шустера та Льюїса Сейдена (англ. C. R. Schuster, Lewis Seiden), відкрив разом з ними у 1985 році нейротоксичність MDA, аналога MDMA, що відіграло серйозну роль у забороні останнього:562. Здобув ступінь доктора медицини у Північно-Західному університеті (1981) та ступінь доктора філософії в Чиказькому університеті (1979).
До початку 2000-х років визнано фахівцем з дослідження нейротоксичності, зокрема, MDMA (напівсинтетична психоактивна сполука амфетамінного ряду, що належать групі фенілетиламінів, широко відома під сленговою назвою таблетованої форми екстазі); вибудував одну з найвідоміших і добре фінансованих лабораторій з нейротоксичності, яка займалася в основному питаннями MDMA:563, яку й очолює (2016). Його дружина — Уна Макканн (англ. Una McCann) — також є фахівцем з нейронаук і вони іноді працюють разом.
Рікарті працює у школі медицини Джонса Гопкінса у відділенні неврології. Його дослідження спрямовані на вивчення хвороби Паркінсона й інших рухових розладів, зокрема впливу MDMA й інших амфетамінів на дофамінові нейрони і, відповідно, на розвиток хвороби Паркінсона.

### Скандал зі статтею у «Science»
Стаття «Сильний нейротоксичний ефект щодо дофамінергічних нейронів у приматів, спричинений звичайним рекреаційним дозуванням MDMA (екстазі)» (англ. Severe Dopaminergic Neurotoxicity in Primates after a Single Recreational Dose Regime of MDMA (Ecstasy)) авторства Джорджа Рікарті зі співробітниками вийшла в журналі «Science» у 2002 році і її результати були широко розрекламовані в пресі, склавши частину наркотичної моральної паніки 2000—2002 років, викликаної поширенням екстазі у США, — стаття оцінюється як найвідоміша наукова робота про шкоду MDMA й екстазі :410—411, 413. Основним результатом статті було твердження, що навіть одна доза MDMA, порівняна зі звичайною рекреаційною, може спричинити сильне ушкодження дофамінових нейронів головного мозку у приматів; робився висновок, що таке ушкодження викликає хворобу Паркінсона у людей. Через рік статтю (і ще кілька досліджень) було відкликано, тому що виявилося, що замість MDMA дослідженим мавпам вводили метамфетамін у навкололітальних дозах. Це викликало великий скандал, який зруйнував репутацію Рікарті як експерта — Фреє називає його «Темним Принцом сумнівної науки» (англ. Dark Prince of suspect science). Критики звинуватили його в політичній ангажованості та бажанні відповідно до очікувань грантодавця — американського Національного інституту з проблем зловживання наркотиками — систематично завищувати шкоду MDMA . Скандал призвів до широкої переоцінки тверджень про шкоду MDMA й екстазі.